# 28 Cygni
28 Cygni, som är stjärnans Flamsteed-beteckning, är en ensam stjärna belägen i den södra delen av stjärnbilden Svanen, som också har variabelbeteckningen V1624 Cygni. Den har en genomsnittlig skenbar magnitud på ca 4,93 och är svagt synlig för blotta ögat där ljusföroreningar ej förekommer. Baserat på parallax enligt Gaia Data Release 2 på ca 5,3 mas, beräknas den befinna sig på ett avstånd på ca 620 ljusår (ca 189 parsek) från solen. Den rör sig närmare solen med en heliocentrisk radialhastighet av ca -0,4 km/s.

## Egenskaper
28 Cygni är en blå till vit stjärna i huvudserien av spektralklass B2 IV(e), som tidigare haft stjärnklassificering B2.5 V enligt Lesh (1968). Den är en Be-stjärna, vilket innebär att spektrumet visar emissionslinjer på grund av en skiva av utkastad gas i en Keplerbana runt stjärnan. Den har en massa som är ca 9,5 solmassor, en radie som är ca 5,7 solradier och utsänder ca 1 350 gånger mera energi än solen från dess fotosfär vid en effektiv temperatur av ca 11 300 K. Den roterar snabbt med en projicerad rotationshastighet på 320 km/s, uppskattad till ca 80 procent av dess kritiska rotationshastighet. Detta ger stjärnan en något tillplattad form med en ekvatorial utbuktning till 6,5 solradier  jämfört med 5,7 för polradien.
28 Cygni visar kortvarig variation med två eller flera perioder och är en variabel stjärna av SX Arietis-typ (SXARI), som varierar mellan visuell magnitud +4,91 och 4,97 med en period av 0,7 dygn eller 17 timmar.